# Pulverberg (Aschaffenburg)
Der Pulverberg ist ein Hügel bei Aschaffenburg in Bayern. Er befindet sich in Unterfranken, einem Regierungsbezirk von Bayern. Sein Gipfel liegt östlich der Kahlgrundstraße, südlich von Glattbach, westlich der Glattbacher Straße und des Pfaffenberges (213 m) und nördlich der Bundesautobahn 3 und nördlich von Aschaffenburg.